# Aleva il Rosso
Aleva il Rosso (in greco antico: Ἀλεύας ὁ πυρρός?, Aléuas ho pyrrós; fl. VI secolo a.C.) è stato un sovrano greco antico.
Vissuto verso la fine del VI secolo a.C., è il fondatore della dinastia degli Alevadi, divise la Tessaglia in tetrarchie (Pelasgiotide, Ftiotide, Tessaliotide, Estieotide) e fu governatore di Larissa.